# Staatskirchenrecht (Deutschland)
Das deutsche Staatskirchenrecht ist ein Teilgebiet des öffentlichen Rechts. Es umfasst die vom Staat gesetzten Rechtsnormen, die sich auf die Rechtsstellung von Religions- und Weltanschauungsgemeinschaften sowie deren Verhältnis zum Staat beziehen. Mit einer Staatskirche hat der Begriff nichts zu tun.
Auch betrifft das Staatskirchenrecht keineswegs nur die traditionellen Kirchen, sondern alle religiösen und weltanschaulichen Gemeinschaften. Daher wird vorgeschlagen, anstatt von Staatskirchenrecht von Religionsverfassungsrecht zu sprechen. Das hat sich aber deshalb nicht durchgesetzt, weil auch dieser Begriff insoweit irreführend ist, als das Staatskirchenrecht keineswegs nur aus Verfassungsrecht besteht, vielmehr auch Normen unter Verfassungsrang (Kirchenaustrittsgesetze, Zustimmungsgesetze zu Staatskirchenverträgen usw.) umfasst. Zuletzt verdeutlicht der Begriff Staatskirchenrecht, dass dieses Rechtsgebiet aus traditionellen Gründen auf mitgliedschaftlich organisierte Religionsgemeinschaften ausgerichtet ist. Namentlich in Bezug auf den Islam ergeben sich hieraus Probleme (vgl. Schwierigkeiten in Bezug auf islamischen Religionsunterricht).
Im Unterschied zum staatlichen Staatskirchenrecht ist das Kirchenrecht das von Religions- oder Weltanschauungsgemeinschaften selbst gesetzte Recht.

## Modelle staatskirchenrechtlicher Ordnungen
Für das Staatskirchenrecht ist von grundlegender Bedeutung, wie der Staat sein Verhältnis zu den Religionsgemeinschaften gestaltet. Die Vielzahl der nationalen staatskirchenrechtlichen Systeme lässt sich grob in zwei Hauptgruppen einteilen.
- Staat und Religionsgemeinschaften können miteinander verbunden sein (Staatskirche, Theokratie). Damit geht regelmäßig die Bevorzugung einer Konfession einher. Staatskirche ist beispielsweise in England die Anglikanische Kirche, in Schottland die reformierte Church of Scotland, in Dänemark die evangelisch-lutherische Kirche und in Monaco die römisch-katholische Kirche. Auch in der Türkei gibt es faktisch eine Staatsreligion: Obwohl dem Islam eine feste religiöse Organisation fremd ist, werden die religiösen Belange des sunnitischen Islams staatlich organisiert.
- Staat und Religionsgemeinschaften können auch voneinander getrennt sein; man spricht dann vom Trennungsmodell. Die Trennung von Staat und Kirche ist insbesondere in weiten Teilen Frankreichs (Trennungsgesetz von 1905, das nicht im Elsass und dem Departement Moselle gilt, die damals als Elsass-Lothringen zu Deutschland gehörten) und den USA streng umgesetzt. In seiner konsequentesten Form, dem Laizismus, ist Religionsausübung eine rein private Angelegenheit.
- Zwischen diesen beiden Extremen existieren aber auch zahlreiche modifizierte staatskirchenrechtliche Systeme. Belgien und Luxemburg beispielsweise kennen ein strenges Trennungssystem, finanzieren andererseits sämtliche Pfarrgehälter aus dem Staatshaushalt. Das deutsche Grundgesetz geht ebenfalls von einer Trennung von Staat und Kirche aus. Anders als der Laizismus hält es aber die religiöse Betätigung der Staatsbürger für eine wichtige öffentliche Aufgabe: Die Religionsausübung soll sich nicht alleine auf das Privatleben beschränken, sondern der gesamten Öffentlichkeit zugutekommen. Da die Verfassung aber den Staat zu weltanschaulicher Neutralität verpflichtet, ist er gerade daran gehindert, diese für wichtig gehaltene öffentliche Aufgabe selbst zu erfüllen. Stattdessen überlässt er den Raum den einzelnen Religionsgemeinschaften, die er darin gleichermaßen unterstützt (Paritätsprinzip). Diese Kooperation ist unter dem von Ulrich Stutz geprägten Schlagwort der hinkenden Trennung bekannt geworden. Diese Bezeichnung ist allerdings inhaltlich zweifelhaft, da sie impliziert, es fehle diesem Modell etwas, aber nicht die positiven Seiten betont.

Welches der Systeme vorzugswürdig ist, ist in rechtspolitischer Hinsicht umstritten. Das Konzept der Staatskirche mag zwar die staatsbürgerliche Verbundenheit in religiöser Hinsicht fortsetzen, schließt aber notwendigerweise alle übrigen Religionen und Konfessionen aus. Während die strikte Trennung laizistischer Prägung klare Verhältnisse schafft, wird einer paritätischen Kooperation mit allen Religionsgemeinschaften zugutegehalten, dass diese in Zeiten eines zunehmenden religiösen Pluralismus eher als eine totale Verdrängung ins Private geeignet sei, ein gedeihliches und für die Gesamtgesellschaft förderliches Zusammenleben der einzelnen Religionsgemeinschaften zu bewirken.
Anzumerken bleibt, dass das Staatskirchenrecht selten auf ein systematisches gesetzgeberisches Konzept zurückgeht, sondern wie kaum ein anderes Rechtsgebiet im Laufe der Jahrhunderte historisch gewachsen ist. Vielfach stehen auch völkerrechtliche oder innerstaatliche Verträge Neukonzeptionen entgegen.

## Historische Entwicklung
Das deutsche Staatskirchenrecht beruht, anders als etwa das bürgerliche Recht, nicht auf einem wissenschaftlich erarbeiteten, umfassenden Regelungskonzept. Es hat sich vielmehr in jahrhundertelanger Entwicklung gebildet und ist wie kaum eine andere Rechtsmaterie durch historische Ereignisse beeinflusst.

### Heiliges Römisches Reich
Das Heilige Römische Reich war geprägt von der Einheit von (römisch-katholischer) Kirche und Reich. Vor allem unter Kaiser Otto dem Großen wurden staatliche Herrschaftsrechte an Abteien und Bistümer übertragen (Ottonisches Reichskirchensystem), wodurch geistliche Territorien entstanden. Mit den Erzbischöfen von Mainz, Köln und Trier stellte die Kirche später sogar drei der sieben Kurfürsten.

### Reformation
Mit der Reformation drohte die Einheit von Kirche und Reich zu zerbrechen. Der Augsburger Religionsfrieden hielt durch das Prinzip cuius regio, eius religio („wessen Land, dessen Glaube“) zumindest die religiöse Einheit innerhalb der einzelnen Territorien aufrecht: Die Konfessionszugehörigkeit der Untertanen richtete sich nach der des Landesfürsten. Der Westfälische Friede schränkte dieses Prinzip stark ein (s. Normaljahr). Reformierte wurden Katholiken und Lutheranern gleichgestellt.
Martin Luther setzte die Landesfürsten als Notbischöfe ein, worauf die heutigen Landeskirchen zurückgehen. Deren Gebiete knüpfen deshalb häufig noch an Territorialgrenzen aus der Zeit vor 1918 an. Während die katholischen geistlichen Fürstentümer unverändert fortbestanden, war umstritten, wie sich das Verhältnis von Staat und (Landes-)Kirche in den evangelischen Staaten, das „landesherrliche Kirchenregiment“, erklärte:
- Nach der Theorie vom Episkopalsystem war die Herrschaft des Landesherrn in seiner Kirche ein kirchliches Recht, das durch den Augsburger Religionsfrieden auf ihn übertragen worden war. Das Kirchenregiment war nach dieser Ansicht nur treuhänderisch auf den Fürsten übertragen und mit der staatlichen Herrschaftsgewalt nicht identisch. Das Episkopalsystem ermöglichte es, schon vor dem Ende des landesherrlichen Kirchenregiments staatliche und kirchliche Behörden zu trennen und lediglich in der Person des Monarchen eine personelle Verbindung zu sehen.

- Absolutistischem Staatsverständnis näherte sich dagegen die Theorie vom Territorialsystem, nach der die kirchliche Gewalt nur Teil der unumschränkten Herrschaft des Fürsten in seinem Territorium war, also nicht kirchlich, sondern staatlich legitimiert.

- Beeinflusst durch die aufklärerische Idee des Gesellschaftsvertrages entstand schließlich die Theorie vom Kollegialsystem. Danach waren die Kirchen Religionsgesellschaften, deren Herrschaftsgewalt auf der Autonomie der Mitglieder fußte. Der Landesherr wurde somit zum bloßen Vorstand, dessen Funktion von der staatlichen streng zu trennen war. Wegen der Vergleichbarkeit zu gesellschaftsrechtlichen Strukturen setzte sich dieses Verständnis schließlich in der Rechtswissenschaft durch. Noch heute erinnert die Bezeichnung der Religionsgemeinschaften als „Religionsgesellschaften“ in den ins Grundgesetz inkorporierten Artikeln der Weimarer Reichsverfassung an diese Theorie. Mit dem kirchlichen Selbstverständnis stimmte das säkulare Vereinsmodell freilich nicht überein.

### Linksrheinisches Gebiet während der französischen Rheinlandbesetzung
Nach der Besetzung der linksrheinischen Gebiete durch Frankreich 1794 wurde dort nach und nach französisches Recht eingeführt. Mit einer Verordnung vom 9. Juni 1802 wurden Maßnahmen zur Säkularisation im Rheinland angeordnet. So wurden Klöster und andere geistliche Institute aufgehoben und ihr Besitz verstaatlicht. Auch die weltliche Herrschaft der Klöster wurde beendet.

### Reichsdeputationshauptschluss
Vor allem für die (katholischen) geistlichen Fürstentümer brachte 1803 der Reichsdeputationshauptschluss eine Wende. Als Ersatz für linksrheinische Gebietsverluste wurden die weltlichen Fürstentümer nicht nur mit dem Grundvermögen der geistlichen Fürstentümer abgefunden. Neben dieser Vermögenssäkularisation fand auch eine Herrschaftssäkularisation statt – säkularisiert (verweltlicht) wurden auch die politischen Herrschaftsrechte der geistlichen Reichsfürsten. Damit endete das „ottonische System“ endgültig.
Mit den säkularisierten Gütern übernahmen die Staaten aber im Wege der Gesamtrechtsnachfolge auch die darauf lastenden Unterhaltsverpflichtungen für Kirchenbedienstete und die Kirchenbaulast. Damit war die Grundlage für die Staatsleistungen an die Kirchen gelegt: Die Enteignungen nahmen den Kirchen die Möglichkeit, sich selbst zu versorgen, und machten sie abhängig von staatlichen Unterstützungsleistungen. Auch über zweihundert Jahre nach dem Reichsdeputationshauptschluss bestehen diese Staatsleistungen fort. Konkrete Auswirkungen haben sie zum Beispiel heute noch bei der Neustrukturierung des Bistums Essen, wo um der Erhaltung solcher Leistungsverpflichtungen willen auf die Auflösung begünstigter Pfarreien auch gegen die sonst zugrundegelegten Strukturgrundsätze verzichtet wird. Mit abnehmendem Geschichtsbewusstsein sind sie zunehmend schwieriger zu erklären und bilden einen häufigen Streitpunkt in der öffentlichen Diskussion. Eine Ablösung der Staatsleistungen ist trotz Vorgabe in der Verfassung bisher nicht in Angriff genommen worden.
Im Laufe des 19. Jahrhunderts setzte sich eine organisatorische Trennung der Behörden durch: Der Landesherr übte in „seiner“ Landeskirche die „iura in sacra“ (die bischöflichen, kirchenregimentlichen Rechte) durch ein Konsistorium oder einen Oberkirchenrat aus; die Kirchenaufsicht über sämtliche Religionsgemeinschaften (iura circa sacra) dagegen übte er durch staatliche Ministerien aus.

### Kulturkampf
In Preußen geriet die katholische Kirche, die Otto von Bismarck als Vertreter einer ausländischen Macht verstand, in die Situation staatlicher Verfolgung („Kulturkampf“). Durch die Einführung der obligatorischen Zivilehe und verschiedene Strafvorschriften (vgl. den „Kanzelparagraphen“) sollte ihr Einfluss in der Gesellschaft zurückgedrängt werden. Bis zum 1. Januar 2009 fand sich im Personenstandsgesetz (PStG) die Ordnungswidrigkeit der „religiösen Voraustrauung“, die denjenigen Geistlichen mit Geldbuße bedrohte, der eine kirchliche Trauung vornahm oder anlässlich der Eheschließung einen Gottesdienst feierte, ohne dass zuvor die standesamtliche Ehe geschlossen worden war. Die Verfassungsmäßigkeit dieser Vorschrift war im Hinblick auf Religionsfreiheit und Kirchliches Selbstbestimmungsrecht umstritten und wurde daher 2008 ersatzlos gestrichen.

### Weimarer Republik
Mit Ende der Monarchie auch in den Einzelstaaten entfiel 1918 das landesherrliche Kirchenregiment in den evangelischen Landeskirchen. Zwar waren kirchliche und staatliche Strukturen auch in den evangelischen Ländern schon zuvor getrennt und nur noch in der Person des Landesherren verbunden gewesen. Probleme ergaben sich aber dadurch, dass nicht selten die politische Linke trotz ihrer Forderung nach Trennung von Staat und Kirche die Kirchenherrschaft fortsetzte, freilich unter umgekehrten Vorzeichen.
Allein 60.000 Demonstranten in Berlin und eine Sammlung von sieben Millionen Unterschriften ließen die Weimarer Nationalversammlung aber von einer radikalen Umkehrung des geltenden Staatskirchenrecht Abstand nehmen. Das „Weimarer System“ schrieb die Trennung von Staat und Kirche und die weltanschauliche Neutralität des Staates fest, beließ aber den Kirchen ihren öffentlich-rechtlichen Status und ihre gesellschaftlichen Mitwirkungsmöglichkeiten. Freilich war dieser Status nicht mehr exklusiv, sondern auf Antrag auch anderen Religionsgemeinschaften und sogar areligiösen Weltanschauungsgemeinschaften zu gewähren. Diese Prinzipien der von Parität und Toleranz geprägten „hinkenden Trennung“ sind bis heute geltendes Verfassungsrecht.
Das Ende des landesherrlichen Kirchenregiments und der damit verbundene Wegfall des Landesbischofs hat dazu geführt, dass manche Landeskirchen bis heute kein Bischofsamt kennen, sondern einen Kirchenpräsidenten, Präses oder (in Bremen) Schriftführer des Kirchenausschusses. Die überwiegende Zahl hat aber dieses Amt wieder besetzt.

### Nationalsozialismus
Während die katholische Kirche schon im Kulturkampf auf Distanz zum Staat gegangen war, hatten die evangelischen Landeskirchen noch nicht zu einem neuen Selbstverständnis gefunden, als der Nationalsozialismus zur Gleichschaltung aller gesellschaftlichen Gruppierungen schritt. Wegen der demokratischen Struktur ließen sich die Landeskirchen auch leicht von den Deutschen Christen unterwandern. Die Schaffung einer Deutschen Reichskirche mit Reichsbischof konnte aber nicht verhindern, dass einige Landeskirchen bis zuletzt Widerstand leisteten (sog. intakte Landeskirchen). Erst in diesem Kirchenkampf und den Aktivitäten der Bekennenden Kirche entstand ein neues evangelisches Kirchen- und Kirchenrechtsverständnis, das sich in der Barmer Erklärung niederschlug. Ein rein nationalsozialistisch geprägtes Kirchenrecht wurde im Warthegau eingeführt (Wegfall des öffentlich-rechtlichen Status, Organisation der Kirche als Verein, Unterstellung unter staatliche Rechtsaufsicht).

### DDR
Die Verfassung der DDR vom 7. Oktober 1949 enthielt mit den Artikeln 41 bis 48 Regelungen, die den Weimarer Kirchenartikeln inhaltlich sehr ähnlich waren. Insbesondere wurde der Status der Religionsgemeinschaften als Körperschaften des öffentlichen Rechts in Art. 43 Abs. 3 beibehalten. Verfassungstext und -wirklichkeit wichen aber auch in diesem Punkt stark voneinander ab: Die DDR war selbst nicht weltanschaulich neutral, sondern „ein sozialistischer Staat der Arbeiter und Bauern […] unter Führung der Arbeiterklasse und ihrer marxistisch-leninistischen Partei“ (Art. 1 der Verfassung der DDR von 1949).
Religionsgemeinschaften wurden deshalb vom Staat als Störquelle bei der Vermittlung der sozialistischen Weltanschauung empfunden und aus dem öffentlichen Leben verdrängt. Die staatliche Einführung und Propagierung der Jugendweihe als Konkurrenz zur evangelischen Konfirmation und katholischen Firmung, die Beobachtung der Kirchen durch Inoffizielle Mitarbeiter der Staatssicherheit, die Erschwerung des Religionsunterrichts, die Abschaffung der Kirchensteuer, die Diskriminierung kirchlicher Arbeit im sozialen Bereich und der Ausschluss aktiver Christen aus vielen Berufsgruppen führten dazu, dass noch heute in den neuen Bundesländern der Anteil der Bürger, die Mitglieder einer Religionsgemeinschaft sind, vergleichsweise gering ist (vgl. Christen und Kirche in der DDR).
In der Verfassung vom 6. April 1968 wurde die Rechtslage weitgehend an die gesellschaftliche Wirklichkeit angepasst und das Staatskirchenrecht nur noch in Art. 39 erwähnt. Obwohl damit der Status als öffentlich-rechtliche Religionsgesellschaften entfallen war, übten die Religionsgemeinschaften weiterhin öffentlich-rechtlich Dienstherrnfähigkeit und Rechtsetzung aus. Das wurde vom Staat nicht nur akzeptiert, sondern vom einfachen Recht im Widerspruch zur Verfassung auch berücksichtigt.
Trotz dieser „totalitären Kirchenpolitik“ (Axel Freiherr von Campenhausen) bestanden die Religionsgemeinschaften fort und spielten eine bedeutende Rolle beim Umsturz der Jahre 1989/90 (vgl. Montagsgebete, Montagsdemonstrationen, Demokratie Jetzt).

## Geltendes Staatskirchenrecht
Das geltende Staatskirchenrecht der Bundesrepublik Deutschland ist geprägt von der Religionsfreiheit und der Trennung von Staat und Kirche, durch die der Staat zu weltanschaulicher Neutralität verpflichtet ist. Die Religionsgemeinschaften regeln ihre Angelegenheiten selbst und ohne staatlichen Einfluss (sog. Kirchliches Selbstbestimmungsrecht). Weil das Grundgesetz die Religionspflege zwar gerade nicht als staatliche, aber doch als öffentliche Aufgabe betrachtet, fördert der Staat Religions- und Weltanschauungsgemeinschaften.

### Rechtsquellen
Die wesentlichen Grundlagen der Beziehung von Kirche und Staat sind im Grundgesetz (GG) geregelt. Im Grundrechtsteil sind Art. 4 GG, der neben der individuellen auch kollektive Religionsfreiheit gewährt, und Art. 7 GG (Religionsunterricht) von Bedeutung. Hauptsächlich begnügt sich aber das Grundgesetz damit, in Art. 140 GG die „Weimarer Kirchenartikel“ zu übernehmen: „Die Bestimmungen der Art. 136, Art. 137, Art. 138, Art. 139 und Art. 141 der deutschen Verfassung vom 11. August 1919 sind Bestandteil dieses Grundgesetzes“. Sie sind kein Verfassungsrecht minderen Ranges, sondern bilden mit den übrigen Normen des Grundgesetzes ein organisches Ganzes.
Die Zuständigkeit zur Regelung des Rechtsstatus der Kirchen ist ansonsten die der Bundesländer (Art. 140 GG in Verbindung mit Art. 137 Abs. 8 WRV). Daher ergeben sich in gewissem Umfang Unterschiede in jedem Bundesland (sog. Landeskirchenrecht). Klassisches Beispiel für Unterschiede im Landeskirchenrecht ist das Verfahren zur Erhebung der Kirchensteuer und zum Kirchenaustritt.
Daneben gibt es auch das sogenannte Vertragskirchenrecht, das insbesondere nach der Wiedervereinigung Deutschlands in den „neuen Bundesländern“ an Bedeutung gewonnen hat. Die Bundesländer schließen dabei Kirchenverträge, also mit der Katholischen Kirche sog. Konkordate, mit den evangelischen Landeskirchen und anderen Religionsgemeinschaften Kirchenverträge.
Wichtiges Beispiel ist das Reichskonkordat von 1933, ein völkerrechtlicher Vertrag zwischen dem Heiligen Stuhl und dem Deutschen Reich.

### Das Verhältnis von Staat und Religionsgemeinschaften
Das Verhältnis von Staat und Religionsgemeinschaft ist in Deutschland geprägt von der Religionsfreiheit, der Trennung von Staat und Kirche und dem kirchlichen Selbstbestimmungsrecht.
Daher gilt das Prinzip der staatlichen Neutralität gegenüber den Religionsgemeinschaften. Dies bedeutet aber, nicht zuletzt aufgrund des Gottesbezuges in der Präambel des Grundgesetzes, keine radikale Trennung, bei der staatliche Einrichtungen oder staatliches Handeln im Sinne des Laizismus „religionsfrei“, also frei von allen religiösen Bezügen, Elementen, Prägungen oder Zeichen sein müssten. Es existieren vielmehr im Bereich der sog. „gemeinsamen Angelegenheiten“ (res mixta) gesetzliche oder vertragliche Regelungen, in denen Fragen wie Religionsunterricht, Kirchensteuer, Militärseelsorge, theologische Fakultäten oder Besetzung einzelner Universitätslehrstühle außerhalb der theologischen Fakultäten (Konkordatslehrstuhl) geregelt sind. Religionsgemeinschaften müssen gleichbehandelt und in gleicher Weise gefördert werden.
Verschiedentlich werden rechtliche oder faktische Privilegien der christlichen Religionsgemeinschaften kritisiert, deren Legalität gemessen am Maßstab des Grundgesetzes und deren Legitimität gemessen am Maßstab der weltanschaulichen Vielfalt der Bevölkerung als zweifelhaft bewertet wird. Johann-Albrecht Haupt benennt 9 Hauptprivilegien und 38 weitere Privilegien. Gerhard Czermak nennt im Lexikon des Instituts für Weltanschauungsrecht Privilegien in den folgenden fünf Fallgruppen: Förderung innerkirchlicher Angelegenheiten, Schule, öffentliche Institutionen und Amtsakte, finanzielle Religionsförderung und institutionelle Gleichheitswidrigkeiten.

### Religionsunterricht
Im Grundgesetz (GG) garantieren Art. 7 Abs. 3 GG den Religionsunterricht als ordentliches Lehrfach (eingeschränkt in Art. 141 GG – sog. „Bremer Klausel“): (GG Art. 7 Abs 3: Der Religionsunterricht ist in den öffentlichen Schulen mit Ausnahme der bekenntnisfreien Schulen ordentliches Lehrfach. Unbeschadet des staatlichen Aufsichtsrechtes wird der Religionsunterricht in Übereinstimmung mit den Grundsätzen der Religionsgemeinschaften erteilt. Kein Lehrer darf gegen seinen Willen verpflichtet werden, Religionsunterricht zu erteilen.)

### Der Status der Religionsgemeinschaften
Damit Religionsgesellschaften am Rechtsverkehr im Staat teilnehmen können, also rechtlich überhaupt existent sind, müssen sie Rechtsfähigkeit erwerben. Dies erfolgt nach den Grundsätzen des privaten Rechts (gleich Zivilrecht, Art. 137 Abs. 4 WRV). In Betracht kommt grundsätzlich die Rechtsform des privatrechtlichen Vereins. Aus dem Kirchlichen Selbstbestimmungsrecht, das allen Religions- und Weltanschauungsgemeinschaften zusteht, können sich dabei allerdings Abweichungen zum gewöhnlichen Vereinsrecht ergeben (verfassungskonforme Auslegung).
Einige Kirchen wie die katholische Kirche, die evangelischen Landeskirchen sowie auch israelitische Synagogengemeinden wurden schon vor der Weimarer Zeit in der Rechtsform einer Körperschaft des öffentlichen Rechts eigener Art geführt. Diese Rechtsform wurde in die heutige Zeit übernommen (Art. 137 Abs. 5 WRV). Daran zeigt sich, dass das Grundgesetz die Religionspflege zwar nicht als staatliche Aufgabe, aber doch als öffentliche Aufgabe ansieht. Auch neuere (im Ggs. zu den o. g. „altkorporierten“) Religions- oder Weltanschauungsgemeinschaften können diesen Status erlangen; einige von ihnen haben die Möglichkeit wahrgenommen. Probleme gab es bei den Zeugen Jehovas, die ihren Anspruch auf Anerkennung mithilfe mehrerer Gerichtsurteile durchsetzen mussten.
Im Unterschied zu anderen Körperschaften des Öffentlichen Rechts (Bund, Länder, Gemeinden, Kammern, Universitäten) sind die öffentlich-rechtlichen Religionsgesellschaften kein Teil des Staates und somit nicht Träger öffentlicher Gewalt im Sinne des Art. 1 Abs. 3 GG. Infolgedessen sind die Religionsgemeinschaften nicht grundrechtsverpflichtet, sondern grundrechtsberechtigt. Sie sind Körperschaften öffentlichen Rechts eigener Art (sui generis). Es gibt deshalb keine staatliche Rechtsaufsicht über die öffentlich-rechtlich organisierten Religionsgemeinschaften. Es sollen aber auch gegen solche Körperschaften Amtshaftungsansprüche möglich sein.

## Bekannte (Staats-)Kirchenrechtler
Wichtige Kirchen- und Staatskirchenrechtler sind bzw. waren Axel Freiherr von Campenhausen, Hans Dombois, Johannes Heckel, Rudolf Smend, Albert Stein, Rudolph Sohm, Alexander Hollerbach, Christoph Link, Erik Wolf, Jörg Winter und Hans Michael Heinig.
Auch andere bekannte Juristen wie Konrad Hesse, Josef Isensee, Ernst Gottfried Mahrenholz, Paul Kirchhof, Dirk Ehlers und Hartmut Maurer veröffentlichten Schriften zum Verhältnis von Staat und Kirche.

## Aktuelle Fragen
Immer wieder in der Diskussion, hat in letzter Zeit vor allem das Kopftuchurteil für neue Bewegung in diesem Rechtsgebiet gesorgt. Auch die Diskussion zur Einführung eines staatlichen, überkonfessionellen, religionskritischen Unterrichtes ist aufgrund eines Vorstoßes im Bundesland Berlin im Jahr 2005 erneut auf der politischen Agenda (vgl. den Streit um die „Bremer Klausel“).

## Völkerrechtlicher Status der katholischen Weltkirche
Es ist möglich, kirchenrechtliche Verträge auf Völkerrechtsebene zu begründen. Dazu muss jedoch die sog. „Völkerrechtsfähigkeit“ der Parteien vorliegen. Grundsätzlich erlangen nur Staaten Völkerrechtsfähigkeit. Der Vatikan ist dabei ein eigener Staat, folglich Völkerrechtssubjekt.
Ausnahmen von diesem Grundsatz sind sog. atypische Völkerrechtssubjekte, u. a. der Heilige Stuhl oder der Souveräne Malteser-Ritterorden. Diese sind mangels Staatsgebietes kein Staat, aber dennoch völkerrechtsfähig. Der Heilige Stuhl ist das Oberhaupt der römisch-katholischen Weltkirche. Sowohl der Vatikan als auch der Heilige Stuhl können unabhängig voneinander mit anderen Staaten bindende völkerrechtliche Verträge abschließen, letztere werden als Konkordate bezeichnet.
Staatskirchenverträge mit anderen Religionsgemeinschaften unterliegen mangels Völkerrechtsfähigkeit dem nationalen Recht.